# ویلاجراند استریسایلی
ویلاجراند استریسایلی (به ایتالیایی: Villagrande Strisaili) یک کومونه در ایتالیا است که در استان الیاسترا واقع شده‌است. ویلاجراند استریسایلی ۲۱۰٫۳۵ کیلومتر مربع مساحت و ۳٬۵۷۷ نفر جمعیت دارد و ۷۵۰ متر بالاتر از سطح دریا واقع شده‌است.